# 9621 Michaelpalin
9621 Michaelpalin este un asteroid din centura principală de asteroizi.

## Descriere
9621 Michaelpalin este un asteroid din centura principală de asteroizi. A fost descoperit pe 21 martie 1993 la Observatorul La Silla în cadrul programului UESAC. Asteroidul prezintă o orbită caracterizată de o semiaxă mare de 2,26 ua, o excentricitate de 0,17 și o înclinație de 3,7° în raport cu ecliptica.